# Tai Situ
Tai Situ je název užívaný v tibetském buddhismu pro jednu z nejstarších linií tulku (vědomě se znovuzrozující lama), která náleží k linii Karma Kagjü.
Podle tradice je Tai Situ považován za emanaci bódhisattvy Maitréji (buddha příštího věku). Předtím, než dostal jméno Tai Situ, se podle tradice inkarnoval jako mahásiddha Dombi heruka, poté jako Marpa a také jako Drogin Recien (hlavní učeň prvního karmapy, který ho ustanovil za vlastního duchovního regenta). Sám Guru Rinpočhe měl předpovědět příchod Tai Situpy na svět když prohlásil, že to bude jeho vlastní emanace  a současně byl označen za duchovního regenta karmapy. Pod jménem Ješe Y sloužil jako blízký asistent II. karmapy. Jako veliký probuzený Ratnabhadra z Ringo byl duchovním synem III. karmapy.
Současný 12. Tai Situ Päma Dönjö Ňinčhe Wangpo, se narodil v 1954 v Taijulu v Tibetu. Zůstal intronizován v Palpungu 16. karmapou. Před invazí Číny odešel do Bhútánu a odtamtud do Rumteku, kde dostal od 16. karmapy kompletní nauky linie Kagjü. Ve dvaceti dvou letech odešel do Himáčalpradéš Severovýchodní Indie, kde založil buddhistický klášter Palpung šherab Ling. Je zakladatelem institutu Maitréji na Havaji a vytvořil světovou síť propagující mírové soužití, nadnárodní vztahy lidí a jejich vyznání. Tai Situ je považován za výborného znalce dharmy.[zdroj⁠?!]

## Emanace Tai Situ
- Bódhisattva Maitréja
- Bódhisattva pramen Dharmy
- Jidam Hévadžra
- Dombipa Héruka
- Darikapa
- Vadžráčárja Šrísinha
- Ctihodný Gjim Šang
- Demma Cemang
- Marpa
- Pang Kenchen Özer Lama
- Rabten Künzang Pal
- Ngawang Džigten Wangčhug
- Gönpo Cultrim Ňingpo
- Dogön Renčhen Sonam Dagpa
- Ješe Wangčhuk
- Císař Tashing Temur
- Ratnabhadra
- Táranátha

## Linie Tai Situ
1. Čhökji Gjalcchän: 1377 - 1448
2. Taši Namgjal: 1450 - 1497
3. Taši Paldžor: 1499 - 1541
4. Čhökji Gočha: 1542 - 1585
5. Čhökji Gjalcchän: 1586 - 1657
6. Čhögjal Mipham Thinlä Rabten: 1658 - 1682
7. Legse Mawe Ňima: 1683 - 1698
8. Čhökji Džungnä: 1700 - 1774
9. Päma Ňingdže Wangpo: 1774 - 1853
10. Päma Kunzang: 1854 - 1885
11. Päma Wangčhug Gjalpo: 1886 - 1952
12. Päma Dönjö Ňindže: 1954